# Brünzow
Brünzow è un comune del Meclemburgo-Pomerania Anteriore, in Germania.
Appartiene al circondario (Kreis) della Pomerania Anteriore-Greifswald (targa VG) ed è parte della comunità amministrativa (Amt) di Lubmin.